# Torrons Vicens

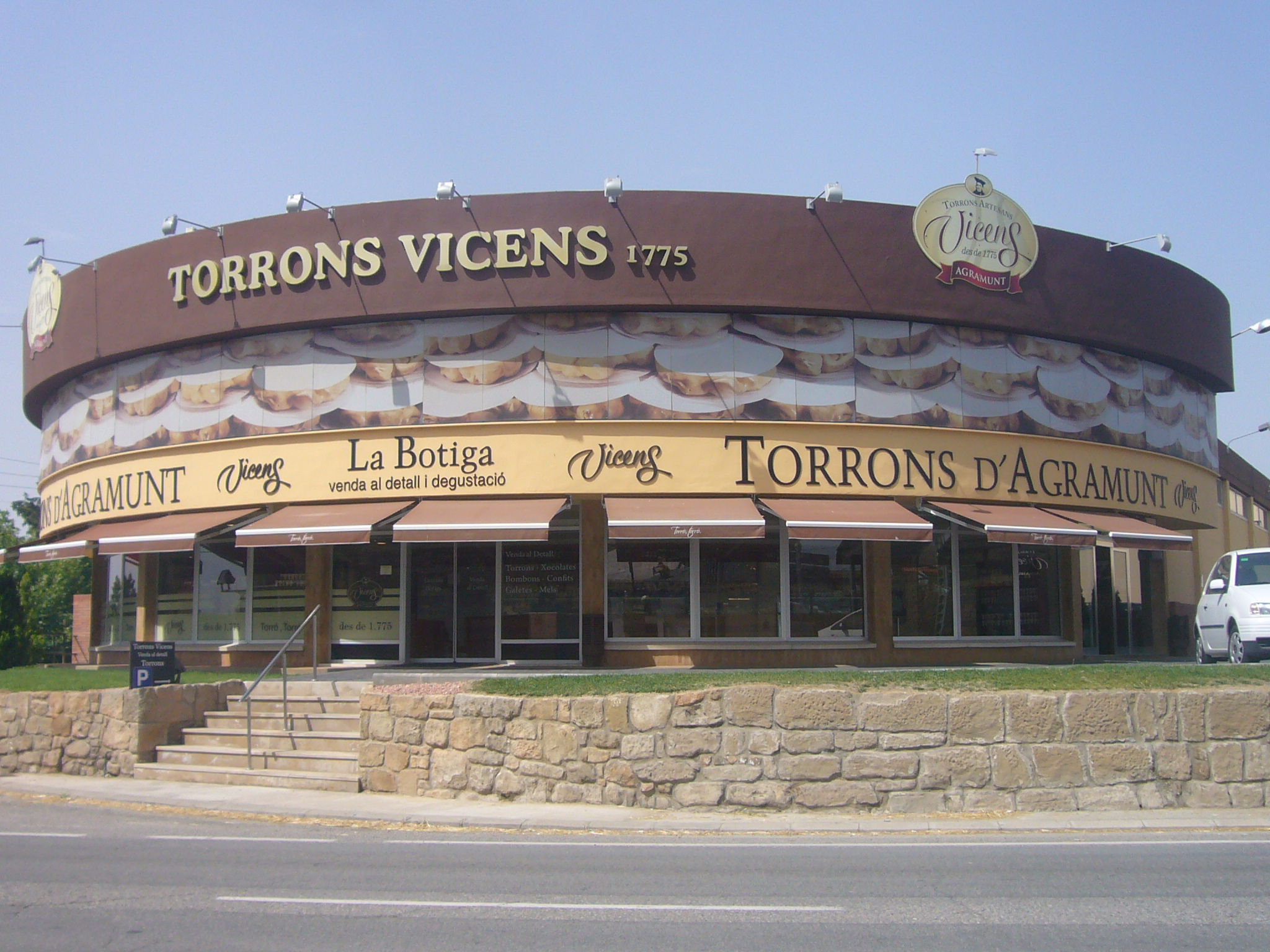

Torrons vicens és una marca de torrons i dolços nadalencs de Lleida, concretament a Agramunt. Va ser fundada l'any 1775, els seus orígens son de la família Vicens. Ara tenen tendes arreu del món, de torrons i dolços nadalencs. El 2023 està entre el top 50 d'Espanya, el 2023 pertany a la família Velasco, la van comprar a l’any 2000.
| Fitxa tècnica |                         |
| Fundació      | 1775                    |
| Fundador      | Família vicens          |
| Productes     | Torró i dolços de Nadal |
| Empleats      | Entre 250 i 300         |

## Història
Torrons vicens va seguir durant més de dos segles l'elaboració artesanal de la família Vicens, en concret del Torró d'Agramunt. Els seus orígens estan documentats per primera vegada el 1741, aquest producte apareix a les cartes de les famílies nobles, però es sap que, a la vila, aquesta tradició ve de molt lluny. A l’any 2010 va ser quan Torrons Vicens va decidir inaugurar les primeres botigues a Sitges. Des de llavors la xarxa de punts de venda ha anat creixent i, a l’any 2023, Torrons Vicens compta amb més de 30 botigues obertes, algunes a l'estranger.
La família Velasco va comprar Torrons Vicens el 2000 quan aquest obrador d'Agramunt, en funcionament des del 1775, estava a punt de desaparèixer pels deutes. Any rere any, ha crescut la facturació a excepció del 2020 per culpa de la Covid-19.
Torrons Vicens és una empresa familiar amb llarga tradició torronera des del 1775. Situada a Lleida, Agramunt, elabora torrons artesans i altres menjars dolços.
La creació de Torrons Vicens es remunta a 1775 a Agramunt. Durant molts anys l'empresa va anar sobrevivint als diferents esdeveniments històrics, com ara la Guerra Civil on van ser víctimes dels bombardejos i van estar a punt de desaparèixer, per culpa dels desperfectes. A més també va experimentar moments difícils cap a la dècada dels 90, degut a les característiques del producte.En canvi, l'any 2000 amb la compra de l'empresa per part d'Àngel Velasco, Torrons Vicens va experimentar un canvi que va passar de ser una petita fàbrica artesanal a una empresa amb una gran voluntat de diferenciar el torró i créixer.